# OFC Beach Soccer Championship 2009
L'OFC Beach Soccer Championship 2009 è la 3ª edizione di questo torneo.

## Squadre partecipanti
- Isole Salomone
- Tahiti
- Figi
- Vanuatu

## Fase a gironi
| Squadra        | G | V | V+ | P | GF | GS | +/- | P |
| -------------- | - | - | -- | - | -- | -- | --- | - |
| Vanuatu        | 3 | 1 | 2  | 0 | 14 | 9  | +5  | 7 |
| Isole Salomone | 3 | 2 | 0  | 1 | 17 | 8  | +9  | 6 |
| Tahiti         | 3 | 1 | 0  | 2 | 15 | 14 | +1  | 3 |
| Figi           | 3 | 3 | 0  | 3 | 11 | 26 | -15 | 0 |

| Squadra 1      | Risultato | Squadra 2      |
| -------------- | --------- | -------------- |
| Vanuatu        | 4-2 dts   | Isole Salomone |
| Tahiti         | 10-5      | Figi           |
| Vanuatu        | 5-4 dts   | Figi           |
| Isole Salomone | 4-2       | Tahiti         |
| Isole Salomone | 11-2      | Figi           |
| Vanuatu        | 5-3       | Tahiti         |

## Finali

### 3º-4º posto
| Squadra 1 | Risultato | Squadra 2 |
| --------- | --------- | --------- |
| Tahiti    | 6-3       | Figi      |

### Finale
| Squadra 1      | Risultato | Squadra 2 |
| -------------- | --------- | --------- |
| Isole Salomone | 1-0       | Vanuatu   |

## Classifica Finale
| Pos | Team           |
| --- | -------------- |
| 1   | Isole Salomone |
| 2   | Vanuatu        |
| 3   | Tahiti         |
| 4   | Figi           |